# 525
525 (DXXV) fue un año común comenzado en martes del calendario juliano, en vigor en aquella fecha.
En el Imperio romano, el año fue nombrado como el del consulado de Probo y Filoxeno, o menos comúnmente, como el 1278 Ab urbe condita. En este año, el monje Dionisio el Exiguo propuso un calendario que comenzara con el nacimiento de Jesucristo, conocido como el anno Domini. Este fue la primera vez que el año fue designado como 525 d. C., además de formar los años de los calendarios juliano y gregoriano. Sin embargo, el sistema no se utilizó en general hasta el reinado de Carlomagno en el siglo IX.

## Acontecimientos
- 29 de mayo: en la región de Siria (parte del Imperio bizantino) sucede un terremoto de XI12 grados en la escala de Mercalli (que mide daños). Deja un saldo de 250 000 muertos.
- El monje Dionisio el Exiguo calcula sus tablas para establecer la Pascua, así como el año del nacimiento de Jesucristo, o Anno Domini. A partir de estos cálculos se establece el calendario occidental actual (calendario gregoriano) así como se usó también para el calendario juliano.
- En la península de Yucatán los itzáes fundan la ciudad maya de Chichén Itzá.

## Fallecimientos
- Brígida de Irlanda, religiosa cristiana.
- Vitón de Verdún, obispo católico.